# کیاتیسوک سناموانگ
کیاتیسوک سناموانگ (تایلندی: เกียรติศักดิ์ เสนาเมือง؛ زادهٔ ۱۱ اوت ۱۹۷۳) بازیکن فوتبال اهل تایلند است.
از باشگاه‌هایی که در آن بازی کرده‌است می‌توان به باشگاه فوتبال بی جی پاتوم یونایتد، باشگاه فوتبال هادرزفیلد تاون، باشگاه فوتبال پلیس یونایتد، باشگاه فوتبال پلیس ترو، و باشگاه فوتبال واریورس اشاره کرد.
وی همچنین در تیم ملی زیر ۲۰ سال تایلند و تیم ملی فوتبال تایلند بازی کرده‌است.
وی در مسابقات کشوری و بین‌المللی در مجموع برندهٔ ۵ مدال طلا شده‌است.